# Ev’rything’s Coming Up Dusty
Az Ev'rything's Coming Up Dusty Dusty Springfield angol soul-pop énekesnő második nagylemeze, amely 1965. október 8-án került a boltok polcaira. 1998-ban újra kiadták a lemezt, amelyen további 8 dal volt található. Ezt a lemezt követte az 1967-ben kiadott Where Am I Going?

## A lemez dalainak listája
A oldal
1. "Won't Be Long" (J. Leslie McFarland) - 3:20
2. "Oh No Not My Baby (Gerry Goffin, Carole King) - 2:49
3. "Long After Tonight Is All Over" (Burt Bacharach, Hal David) - 2:37
4. "La Bamba" (Traditional) - 2:34
5. "Who Can I Turn To (When Nobody Needs Me)" (Anthony Newley, Leslie Bricusse) - 3:23
6. "Doodlin'" (Horace Silver, Jon Hendricks) - 2:46

B oldal
1. "If It Don't Work Out" (Rod Argent) - 2:44
2. "That's How Heartaches Are Made" (Ben Raleigh, Bob Halley) - 2:44
3. "It Was Easier to Hurt Him" (Bert Russell, Jerry Ragovoy) - 2:43
4. "I've Been Wrong Before" (Randy Newman) - 2:21
5. "I Can't Hear You" (Gerry Goffin, Carole King) - 2:27
6. "I Had A Talk With My Man" (Billy Davis, Lenny Caston) - 2:52
7. "Packin' Up" (Margie Hendrix) - 2:04

Bónzsz dalok az 1998 CD-n
1. "Live It Up" (Leon Huff) - 2:24
2. "I Wanna Make You Happy" (Mono mix) (Cynthia Weil, Russ Titelman) - 2:25
3. "I Want Your Love Tonight" (Mono mix) (Bob Halley, Carl Spencer) - 2:05
4. "Now That You're My Baby" (Mono mix) (Gerry Goffin, Arthur Kornfeld, Toni Wine) - 2:11
5. "Guess Who?" (Gary Klein, Arthur Kornfeld) - 2:30.
6. "If Wishes Could Be Kisses" (Roy Alfred, Wes Farrell) - 2:52e.
7. "Don't Say It Baby" (Ted Daryll, Chip Taylor) - 2:22
8. "Here She Comes" (Joseph Kookoolis, Salvatore Trimachi) - 2:20

## Zenészek
- Dusty Springfield - vokál
- Doris Troy - háttérvokál
- Madeline Bell - háttérvokál
- The Echoes
- Johnny Franz